# Microcreagris grandis
Microcreagris grandis es una especie de arácnido del orden Pseudoscorpionida de la familia Neobisiidae.

## Distribución geográfica
Se encuentra en Nevada (Estados Unidos).